# Hippodromen
 Der er for få eller ingen kildehenvisninger i denne artikel, hvilket er et problem. Du kan hjælpe ved at angive troværdige kilder til de påstande, som fremføres i artiklen.

Hippodromen er en bygning på hjørnet af Charing Cross Road og Leicester Square i City of Westminster, London. Navnet har været benyttet til mange forakellige teatre og music halls, og London Hippodrome er en af de få overlevende.
Navnet hippodrome stammer fra dyreforestillinger der udgjorde en betragtelig del af underholdningen. 
Hippodrome som teater (1909-1951)

I 1909 blev bygningen rekonstrueret af Matcham som gjorde det til koncertsal og teater med 1340 pladser. Det var her Tchaikovskys Svanesøen havde sin engelske premiere, opført af den russiske ballet i 1910. 
I 1919 kunne man i bygningen opleve Englands første officielle jazzkoncert med jazzbandet Dixieland. 
I oktober 1947 havde 12-årige Julie Andrews, kendt fra musicalen ’Sound of Music' sin debut i bygningen.
Talk of the Town (1958-1982)

I 1958 blev det oprindelige interiør revet ned og The Hippodrome blev omdannet til en kabaret med tilhørende restaurant, der kom til at hedde "Talk of the Town”. Det blev besøgt af tidens mest eftertragtede kunstnere, herunder optrædener Diana Ross & The Supremes, Judy Garland, Eartha Kitt, Shirley Bassey og The Temptations, Frank Sinatra, Sammy Davis Jr., Engelbert Humperdinck, Dusty Springfield, Tom Jones, Cliff Richard og Stevie Wonder. 
Hippodrome som natklub (1983-2005)

I 1982 og 1983 blev bygningen renoveret endnu engang og genåbnet af Peter Stringfellow som natklubben ”The London Hippodrome”. Den blev senere solgt til selskabet European Leisure og senere selskabet Luminar, hvorefter den mistede sit renommé som natklub indtil 2004, hvor den genvandt sin popularitet. I oktober 2005 mistede natklubben dog sin alkohollicens og i december samme år måtte natklubben lukke helt. Herefter blev bygningen fra tid til anden lejet ud til private- og firma arrangementer.
I sommeren 2009 begyndte man at restaurere bygningen endnu engang, denne gang med henblik på at åbne et kasino. Restaureringen forventes færdig i slutningen af 2011.
The Hippodrome Kasino (2011- )

I restaureringen af The Hippodrome, der skal laves om til kasino, benytter man Frank Matchams oprindelige tegninger. Det nye Hippodrome-kasino vil være åbent 24 timer i døgnet, huse 30 spilleborde, 150 spillemaskiner, et lokale dedikeret til kortspil, et high-stakes spillelokale, en restaurant, fem barer og meget mere. Den gamle kabaret med plads til 180 tilskuere genåbnes.
The Hippodrome Casino London lancerer et online gaming site i januar 2011.

## Eksterne links
Berømte Kasinoer – Hippodrome

Hippodromes hjemmeside Arkiveret 9. februar 2010 hos  Wayback Machine
51°30′41.04″N 0°7′42.96″V / 51.5114000°N 0.1286000°V